# Městský hřbitov v Hranicích
Městský hřbitov v Hranicích je hlavní městský hřbitov v Hranicích, na východním okraji historického jádra města. Nachází se v ulici U Hřbitova, v těsné blízkosti železniční trati 280 Hranice na Moravě – Púchov.    

## Historie

### Výstavba

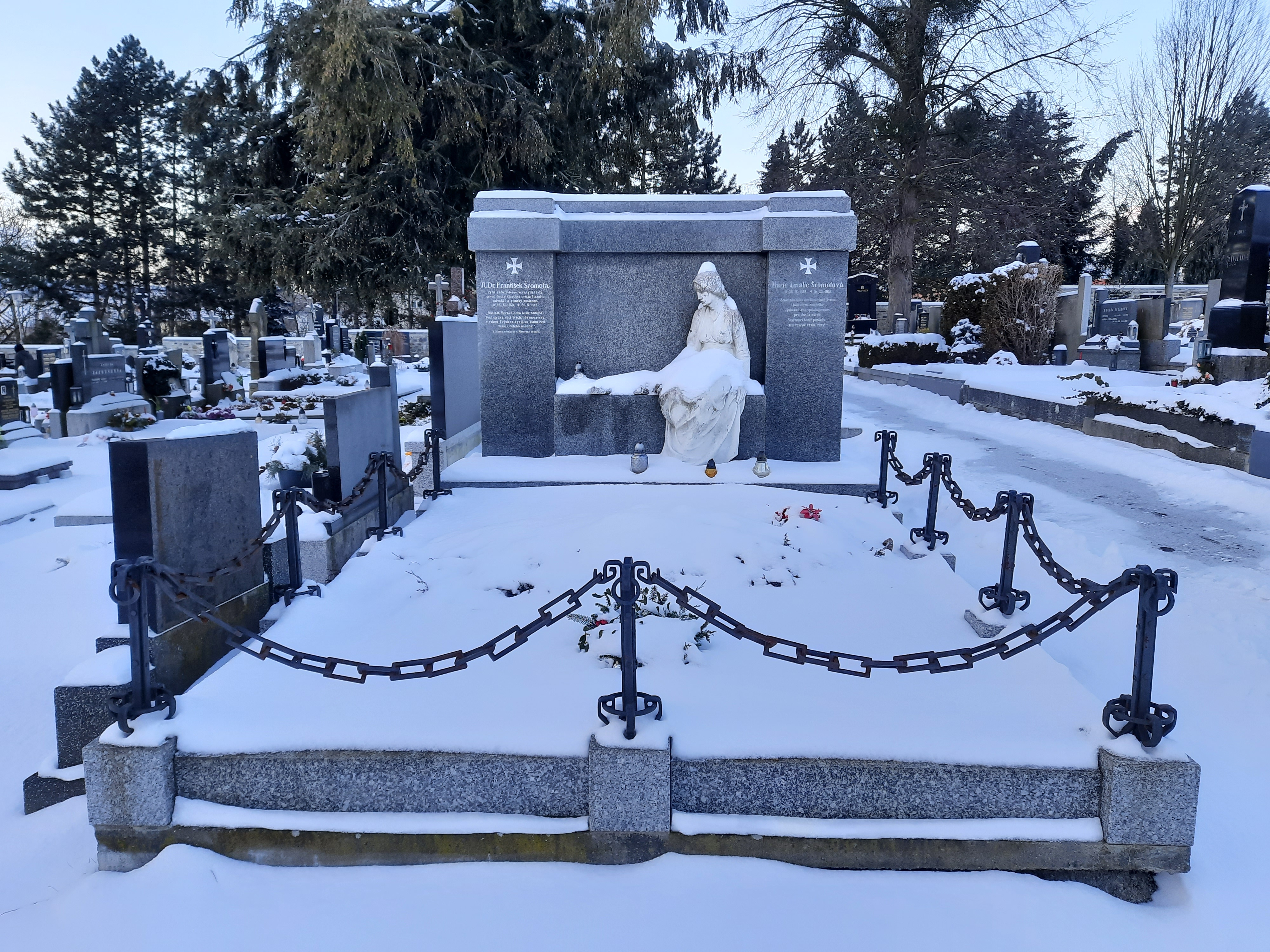
Hrob rodiny Františka Šromoty, prvního českého starosty města

Hřbitov byl zřízen z gesce luteránského faráře ve 20. letech 17. století na pozemku na předměstí jako nový městský hřbitov, došlo zde též k přesunu cenných náhrobků. Stavbu prováděl zednický mistr Lukáš Eker Vlach a jeho tovaryši, kteří tou dobou v Hranicích pobývali a pracovali. V 18. století byl zrušen hřbitov s kostelem svatého Jana Křtitele, a nový hřbitov se tak stal hlavním pohřebištěm v Hranicích. S příchodem 19. století postupně chátral, roku 1869 byla pak provedena generální rekonstrukce a přestavba hřbitova. Vystavěna byla hřbitovní brána, pozemek byl výrazně rozšířen a obehnán zdí. Několik set metru severně od areálu se pak nachází městský židovský hřbitov zřízený v 17. století. Byl zde též umístěn pomník obětem epidemie cholery během prusko-rakouské války roku 1866. 
Podél zdi jsou umístěny hrobky a čestné hroby významných obyvatel města.  
V letech 1935 až 1937 byl u hřbitova vztyčen mohutný památník s mauzoleeem Čechům a Slovákům padlým v první světové válce na místě bývalého vojenského hřbitova, který musel být z důvodu prosakování spodních vod zrušen. V mauzoleu je uloženo přibližně 1500 schránek s ostatky pohřbených. Autorem projektu byl major Ladislav Procházka. 
Pohřbeni jsou zde také vojáci a legionáři bojující ve druhé světové válce, stejně jako vojáci Rudé armády padlí při osvobozování Československa roku 1945. Vzhledem k vojenské tradici města je na hřbitově pohřbena a pohřbívána řada armádních činitelů a vojáků z povolání. 

### Po roce 1945
S odchodem téměř veškerého německého obyvatelstva města v rámci odsunu Sudetských Němců z Československa ve druhé polovině 40. let 20. století zůstala řada hrobů německých rodin opuštěna a bez údržby. 

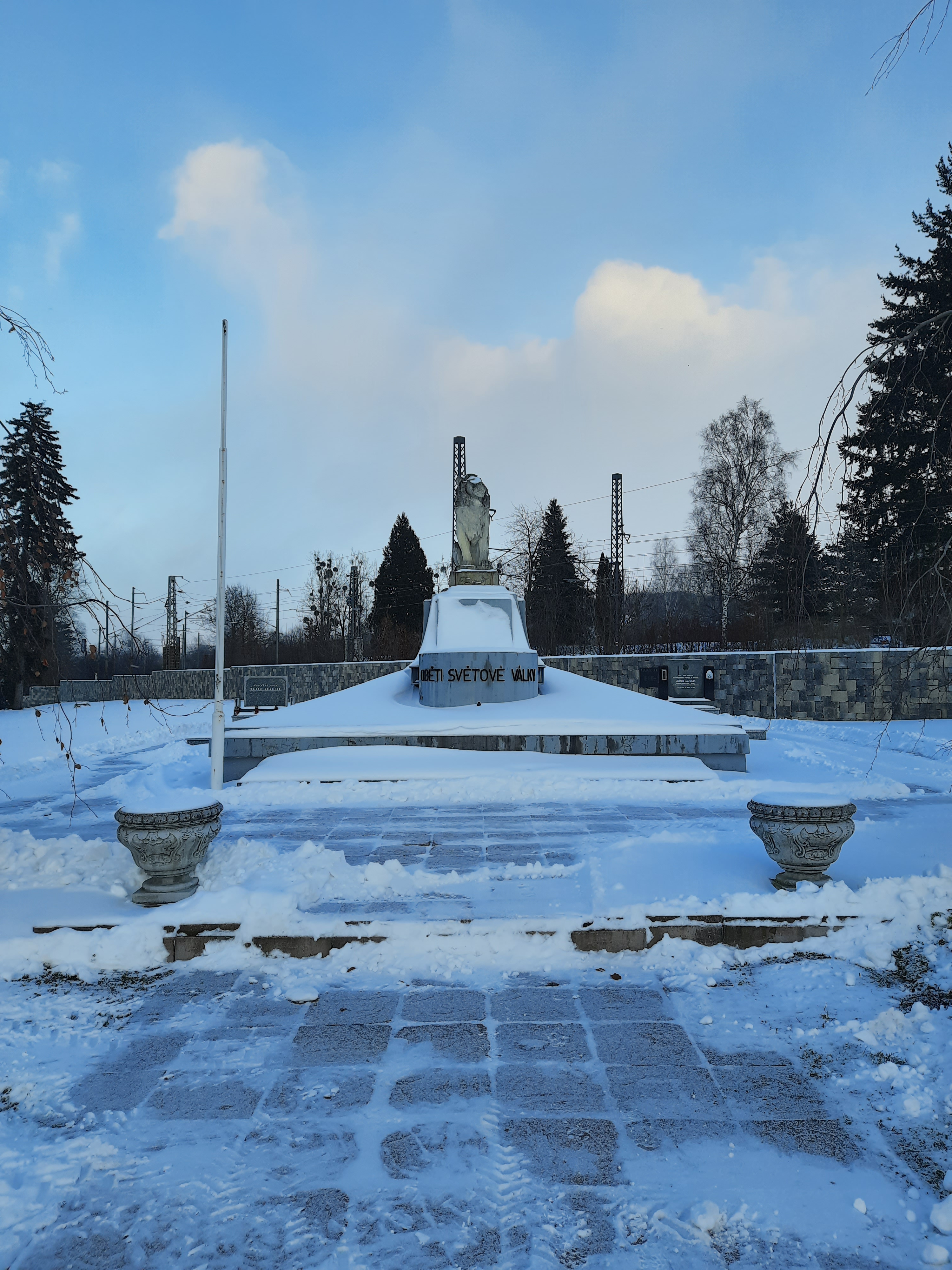
Mauzoleum padlých v první světové válce v areálu hřbitova

V Hranicích se nenachází krematorium, ostatky zemřelých jsou zpopelňovány povětšinou v krematoriu v Olomouci-Neředíně či ve Zlíně.  

## Čestné hroby (výběr)
- JUDr. František Šromota (1853–1912) – první český starosta města
- Dr. Ing. Hermann Reuss (1848–1931), první ředitel Vyššího lesnického ústavu v Hranicích
- Josef Heřman Agapit Gallaš (1756–1840) – lékař, spisovatel a mecenáš
- Josef Kallinikov (1890–1934) – ruský spisovatel v emigraci
- Marie Krausová (1838–1906) – mecenáška
- Wilhelm von Baillou (1815–1890) – polní podmaršál
- Jaroslav Bureš (1864–1920) – člen městské rady a poslanec Moravského zemského sněmu
- Jiří Brdečka (1917–1982) – spisovatel a scenárista